# موازنة الإطارات

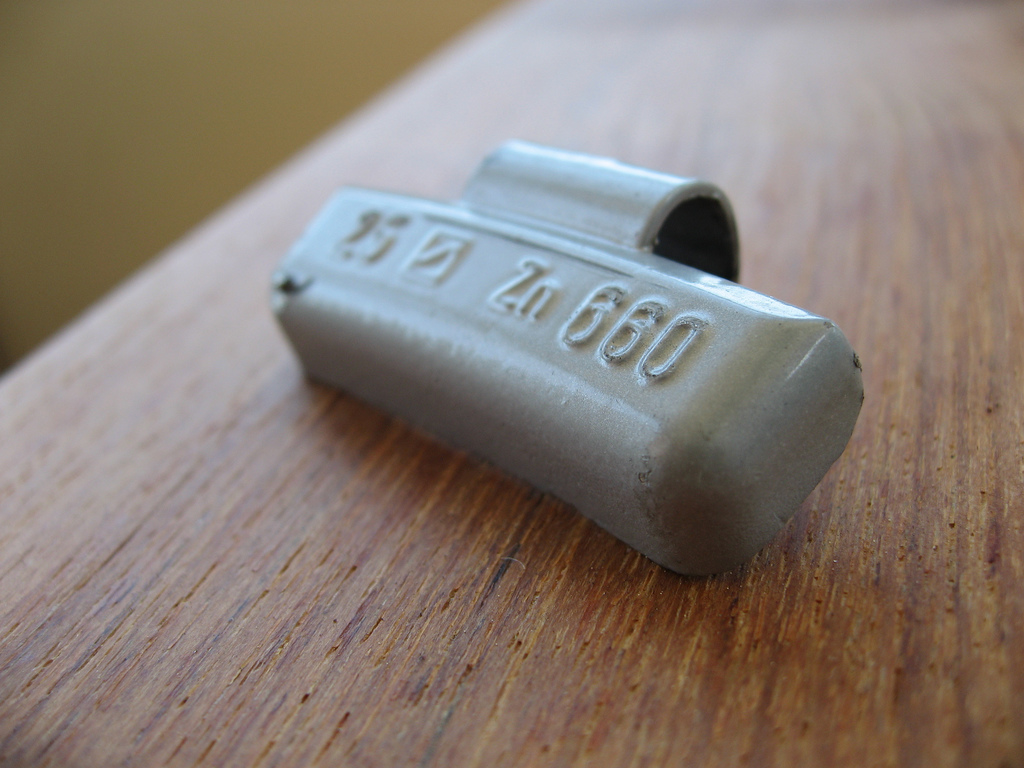
25 غرام وزن الزنك للإطارات

يصف التوازن في الإطارات توزيع الكتلة داخل إطار سيارة أو كامل العجلة (بما في ذلك الطوق) الذي ثُبت فيها.
عندما تدور العجلة، فإن عدم التناسق في توزيعها الشامل قد يتسبب في تطبيق القوى الدورية وعزم الدوران على المحور، مما قد يتسبب في حدوث اضطرابات أثناء الركوب، عادةً مثل الاهتزازات الرأسية والجانبية، وقد يتسبب ذلك أيضًا في تأرجح مقود القيادة. يزداد تواتر وحجم اضطراب الركوب هذا بسرعة مع زيادة السرعة، وقد يصبح تعليق السيارة متحمسًا عندما يساوي تردد الدوران للعجلة تردد الرنين في التعليق.
يُقاس توازن الإطارات في المصانع ومتاجر الإصلاح بطريقتين: بموازنات ساكنة أو بموازنات ديناميكية. تُخفض أو تُرفض الإطارات التي بها اختلالات كبيرة. عندما تُركب الإطارات على عجلات عند نقطة البيع، تُقاس مرة أخرى على جهاز موازنة، وتُطبق أوزان التصحيح لمواجهة عدم التوازن المشترك. قد تُعاد موازنة الإطارات إذا كان السائق يحس أثناء القيادة بالاهتزاز الزائد. يختلف توازن الإطارات عن ضبط زوايا الإطارات.

## توازن ساكن

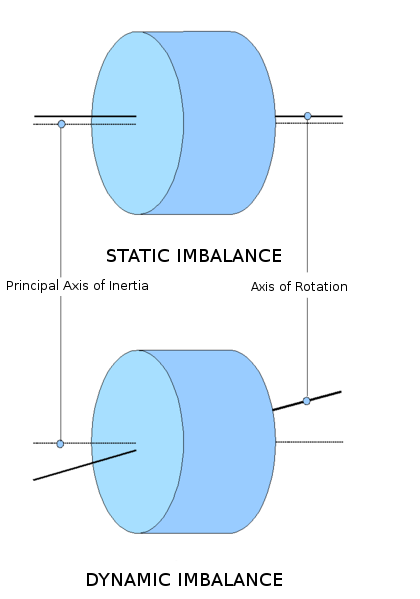
فيزياء خلل الاطارات

يتطلب التوازن الساكن أن يكون مركز كتلة العجلة على محور الدوران الخاص بها، وعادة ما يكون ذلك في منتصف المحور الذي رُكّب عليه. يمكن قياس التوازن الساكن عن طريق آلة موازنة ساكنة حيث تُوضع الإطارات على محور دوران رأسي غير دوار. إذا كان مركز كتلة الإطار غير موجود على هذا المحور العمودي، فإن الجاذبية ستؤدي إلى انحراف المحور. تشير كمية الانحراف إلى حجم عدم الاتزان، ويشير اتجاه الانحراف إلى الموقع الزاوي لعدم الاتزان. في مصانع تصنيع الإطارات، تستخدم الموازنات الساكنة أجهزة استشعار مثبتة على مجموعة المغزل. في متاجر بيع الإطارات، عادة ما تكون الموازنات الساكنة موازنات الفقاعات غير الدوارة، حيث يُشار إلى حجم وزاوية عدم التوازن بواسطة الفقاعة المركزية في مقياس رؤية زجاجي مملوء بالزيت. في حين أن بعض المتاجر الصغيرة جداً التي تفتقر إلى الآلات المتخصصة لا تزال تقوم بهذه العملية، فقد استبدلت إلى حد كبير في المتاجر الكبيرة بالآلات.

## توازن ديناميكي
يتطلب التوازن الديناميكي محاذاة المحور الرئيسي للحظة القصور الذاتي للإطار مع المحور الذي يدور حوله الإطار، وعادة ما يكون المحور الذي رُكب عليه. في مصنع الإطارات، تُثبت الإطارات والعجلة على عجلة اختبار الماكينة، وتُدور المجموعة عند 100 دورة في الدقيقة (10 إلى 15 ميل بالساعة باستعمال أجهزة استشعار عالية الحساسية الحديثة) أو أعلى من ذلك، 300 دورة في الدقيقة (55 إلى 60 ميلا في الساعة مع أجهزة استشعار النموذجية منخفضة الحساسية)، وتقاس قوى عدم الاتزان بأجهزة الاستشعار.
تُستنتج القيم الساكنة والزوجية لقوى الاتزان عل مستوى الوجه الداخلي والخارجي للعجلة، وتقارن بتفاوت عدم الاتزان المسموح به (الحد الأقصى المسموح به من حدود التصنيع). إذا لم يُفحص الإطار، فمن المحتمل أن يتسبب ذلك في حدوث اهتزاز في تعليق السيارة التي رُكب عليها. في متاجر بيع الإطارات، تُفحص مجموعات الإطارات / العجلات على موازن الدوران، والتي تحدد مقدار وزاوية عدم الاتزان. تُركب بعد ذلك أوزان الميزان على الحافات الخارجية والداخلية للعجلة.
على الرغم من أن التوازن الديناميكي أفضل نظريًا من التوازن الساكن، لأنه يمكن قياس وتصحيح كل من الاختلالات الديناميكية والساكنة، فإن فعاليته موضع خلاف بسبب الطبيعة المرنة للمطاط. قد لا يتعرض الإطار في آلة الغزل الحرة لنفس التشوه بالطرد المركزي، والتشوه الحراري، والوزن والتقوس الذي يحدث في المركبة. وبالتالي، قد يخلق التوازن الديناميكي اختلالات جديدة غير مقصودة. 
يتطلب التوازن الديناميكي تقليديا إزالة العجلة من السيارة، ولكن أجهزة الاستشعار المثبتة في السيارات الحديثة، مثل نظام منع انغلاق المكابح، تتيح تقدير الخلل أثناء القيادة.

### فيزياء التوازن الديناميكي
كأول تقريب، تعتبر العجلة، حيث تُهمل التشوهات بسبب مرونتها، كدوار صلب مجبرة على الدوران حول محورها. إذا لم يتم محاذاة المحور الرئيسي لعزم القصور الذاتي للعجلة مع المحور، ونظرًا لتوزيع الكتلة غير المتماثل، فإن عزم الدوران الخارجي، العمودي على المحور، ضروري لإجبار العجلة على الدوران حول المحور. يجب توفير هذا العزم الإضافي بواسطة المحور وتوجيهه ليدور باستمرار مع العجلة. يُطبق رد فعل هذا العزم، بموجب قانون نيوتن الثالث على المحور، الذي ينقله إلى التعليق ويمكن أن يسبب اهتزازه. يمكن لفنيي السيارات تقليل هذا الاهتزاز إلى مستوى مقبول عند موازنة العجلة بإضافة كتل صغيرة إلى طوق العجلات الداخلية والخارجية التي تجعل المحور الرئيسي في محاذاة مع محور الدوران.

## اهتزاز السيارة
قد يحدث الاهتزاز في السيارات لأسباب عديدة، مثل عدم توازن العجلات، أو شكل الإطارات غير المثالي أو شكل العجلات، أو نبض المكابح، أو اهتراء ونقص في مجموعة القيادة، أو مكونات التعليق، أو المقود. قد تؤدي المواد الغريبة، مثل قطران الطرق أو الأحجار أو الجليد أو الثلج، المحصور في إطار العجلة أو الملتصقة بطريقة أو أخرى بالإطار أو العجلة، إلى حدوث خلل مؤقت واهتزاز متتابع. 

## العواقب البيئية
كل عام، يربط فنيو السيارات الملايين من الأوزان الصغيرة بالإطارات للميوازنة بينها. تقليديا، صُنعت هذه الأوزان من الرصاص . تشير التقديرات إلى أن ما يصل إلى 500000 رطل من الرصاص، بعد أن سقطت من عجلات السيارة، انتهى بها المطاف في البيئة. وفقًا لوكالة حماية البيئة الأمريكية، يبلغ إجمالي هذه الأوزان في جميع أنحاء العالم أكثر من 20,000 طن من الرصاص سنويًا، وبالتالي يُشجع استخدام مواد أقل سمية. في أوروبا، حُظر استعمال الأوزان الرصاصية منذ عام 2005. في الولايات المتحدة، حظرت بعض الولايات استعمالها أيضًا. البدائل هي أوزان مصنوعة من خلائط الرصاص التي تشتمل على الزنك أو النحاس، أو الأوزان الخالية تمامًا من الرصاص. بالإضافة إلى ذلك، تعتبر منتجات موازنة الداخلية للإطارات بديلاً ممكنًا لموازنة الإطارات. إنها منتجات يتم إدخالها في الإطار عندما تُثبت على الطوق، وبالتالي، يتم التخلص من استخدام أوزان مطرقة أو أوزان الشريط.